# MMS
Az MMS (Multimedia Messaging Service, magyarul multimédiás üzenetküldési szolgáltatás) egy olyan technológia, amellyel szövegen kívül multimédiás tartalmakat (képet, hangot és/vagy videoklipet) is küldhetünk és fogadhatunk vezeték nélküli hálózatokon a WAP (Wireless Acces Protocol) segítségével. A kizárólag szövegek küldésére alkalmas SMS technológia továbbfejlesztett változata. MMS-üzeneteket küldhetünk mobiltelefonról egy másikra vagy egy e-mail-címre.

## Működés
A felhasználó a mobiltelefonján szerkeszti és megcímezi az üzenetet. A címzett lehet másik telefonszám nemzetközi hívószámmal megadva (például +36123456789) vagy egy e-mail-cím (például wikipedia@wikipedia.org). Ezután elküldi az üzenetet az MMS központba (MMS Center, MMSC) speciális HTTP parancsok segítségével. A fogadó MMSC küld egy értesítést a címzett telefonjára SMS, WAP Push vagy HTTP Push használatával.
Kétféle kézbesítési mód van, az azonnali és a késleltetett. Előbbi során az értesítés megérkeztekor azonnal letöltik az üzenetet a felhasználó közbeavatkozása nélkül, míg utóbbinál a címzettet csak értesítik az üzenetről és rábízzák, hogy mikor akarja letölteni. A küldéshez hasonlóan a fogadás is HTTP kéréseken keresztül történik.
Úgy fejlesztették ki, hogy együttműködjön a csomagkapcsolt adatszolgáltatásokkal is (GPRS, CDMA2000).

## Történet
A 3rd Generation Partnership Project (3GPP, Harmadik Generációs Partnerprogram) során szabványosították a GSM, GPRS és CDMA technológiájú hálózatokon.
A világon elsőként 2002. április 18-án egy magyarországi cég, a Westel (ma Magyar Telekom) indította el teljes körű MMS szolgáltatását.

## Problémák
- A SMS-nél megszokottól eltérően több mindent kell pontosan beállítani a mobiltelefonokon, így a felhasználók számára nehezebb a kezelése.
- A különböző típusú telefonok eltérő formátumú multimédiás tartalmai miatt lehetetlen a teljes kompatibilitást biztosítani.
- Kezdetben problémát okozott a tartalmak hiánya. A felhasználók egyszerűen nem tudtak mit küldeni egymásnak, ezt a telefonokba beépített digitális fényképezőgépek és MP3-lejátszók hivatottak orvosolni. Magyarországon 2005 első félévében még alig 8 millió MMS-t küldtek az előfizetők egymásnak, miközben az SMS-forgalom 600 millió felett volt.